# 古色玉螺
古色玉螺（学名：Natica janthostomoides），是异足目玉螺科玉螺属的一种。主要分布于韩国、中国大陆、台湾，常栖息在浅海泥底、潮下带。